# Hohenbergia
Die Hohenbergia sind eine Pflanzengattung aus der Unterfamilie Bromelioideae in der Familie der Bromeliengewächse (Bromeliaceae). In dieser Gattung gibt es etwa 65 Arten in einem disjunkten Areal in der Neotropis.

## Beschreibung und Ökologie

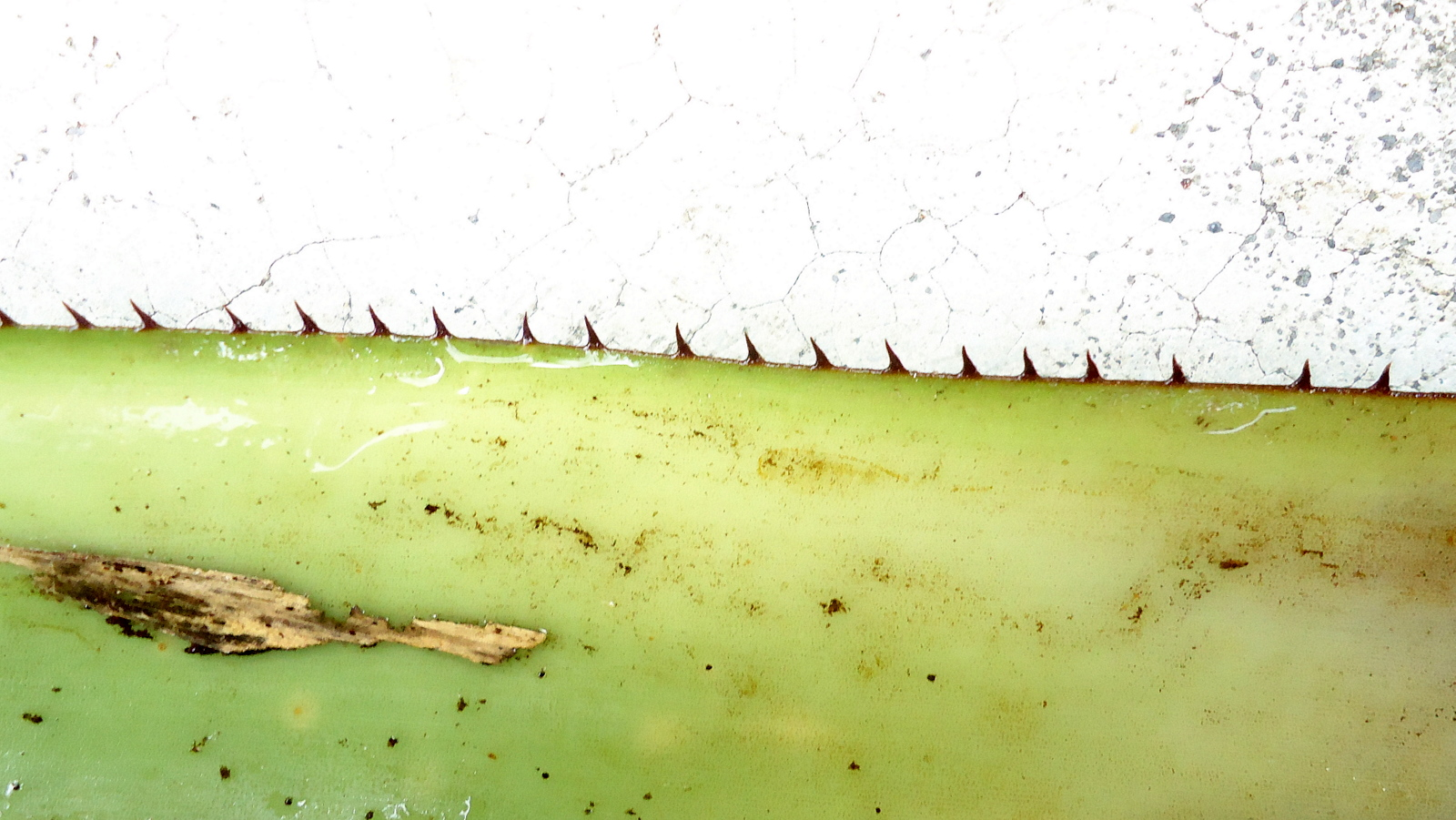
Der Blattrand von Hohenbergia stellata ist im unteren bis mittleren Bereich bewehrt

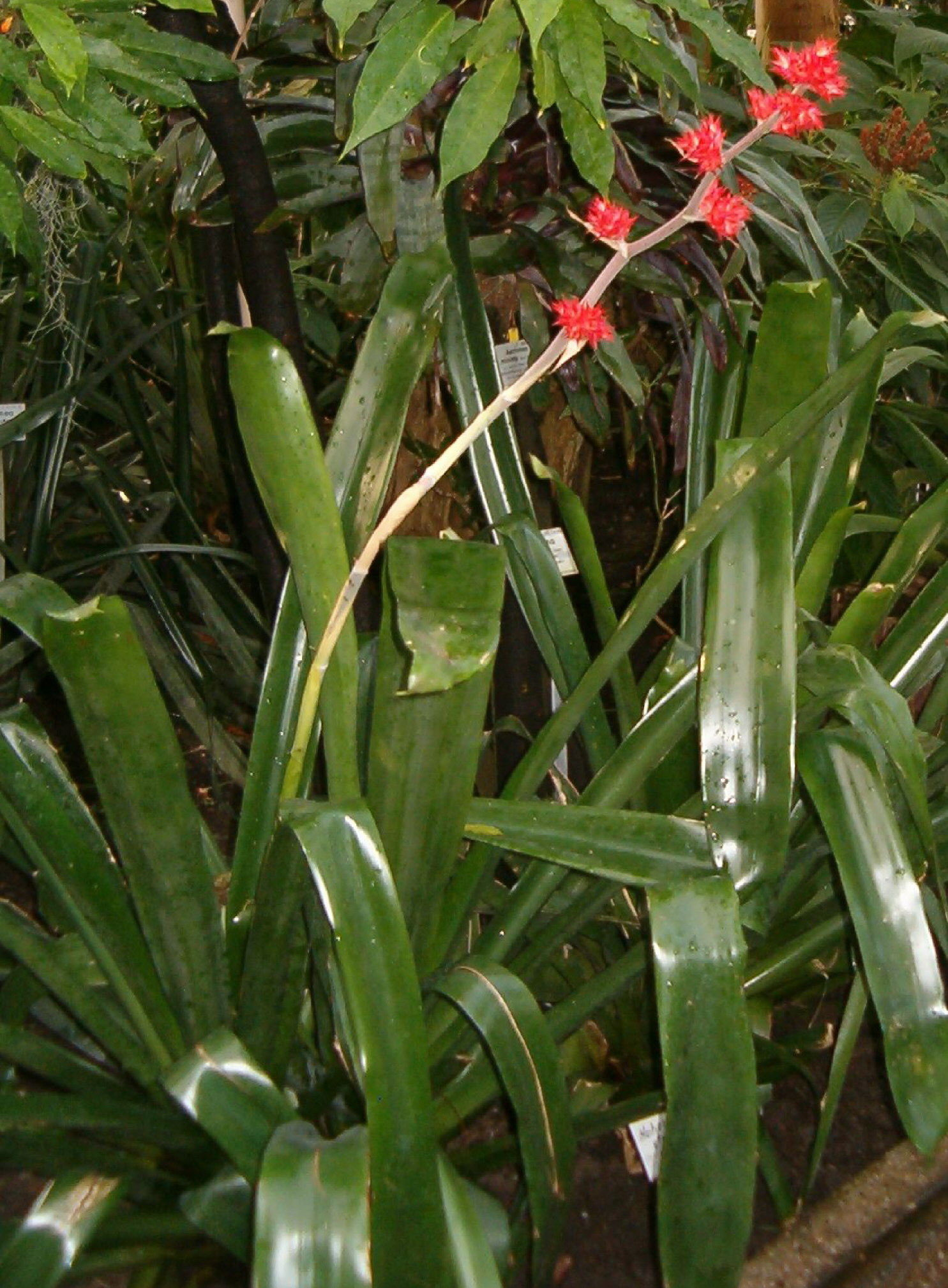
Habitus der Trichterbromelie Hohenbergia stellata und ihr über 1 Meter hoher, dekorativer Blütenstand

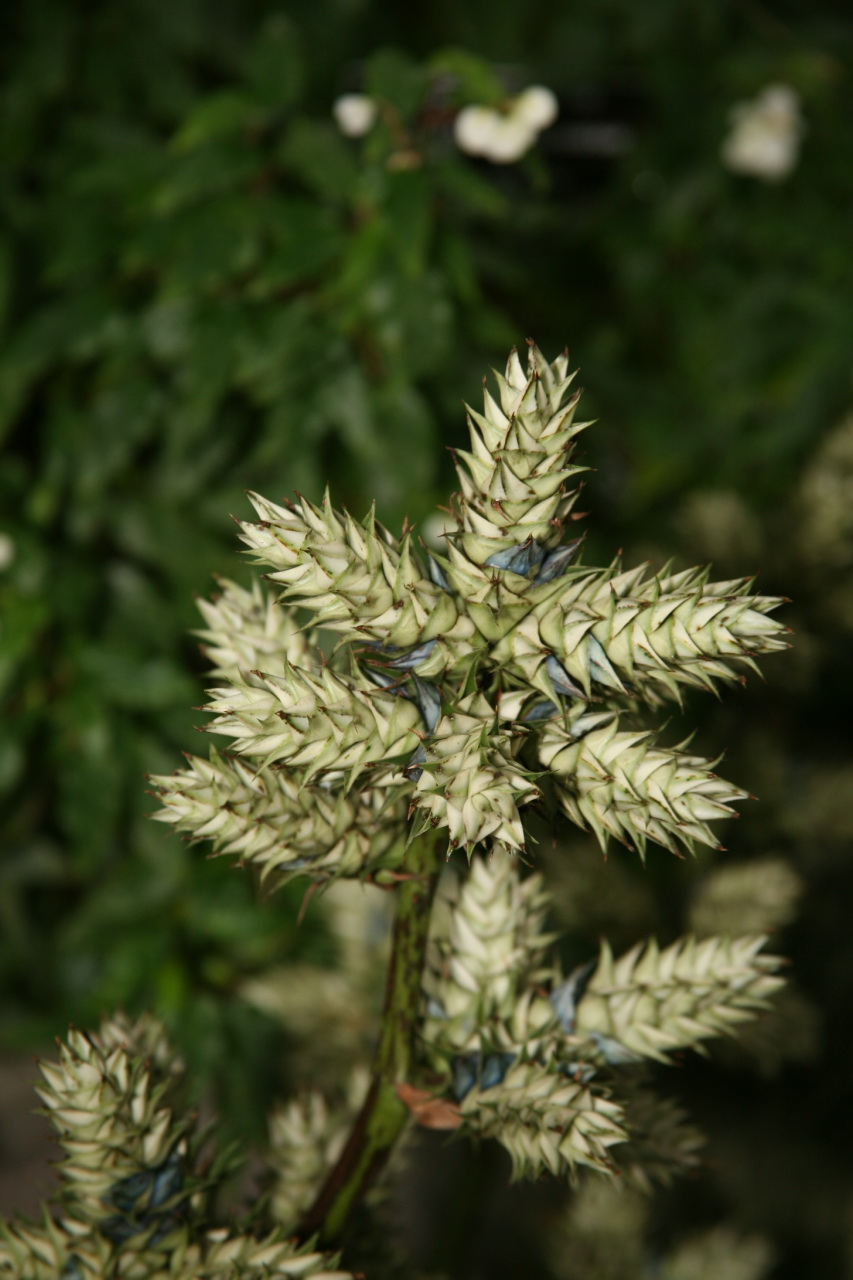
Fruchtstand mit reifenden Beeren von Hohenbergia stellata

### Erscheinungsbild und Blätter
Die Hohenbergia-Arten sind ausdauernde krautige Pflanzen. Es handelt sich um Trichter- bzw. Zisternenbromelien. Es sind meist große Arten mit über 1 Meter Trichterdurchmessern. Die meisten Arten sind Epiphyten. In den Blatttrichtern sammeln sich oft größere Mengen an Wasser. In vielen Trichtern gibt es kleine Biotope mit mehreren Tierarten, Algen und Wasserpflanzen.
Die derben Laubblätter sind immer am Rande bewehrt (wie alle Vertreter der Bromelioideae), mit einer Stachelspitze, Saugschuppen sind hauptsächlich auf der Blattunterseite zu sehen.

### Blütenstände und Blüten
Die Blüten sitzen zu vielen in meistens ansehnlichen, lange haltbaren Blütenständen (Infloreszenzen), sie sind zusammengesetzt aus zapfenförmigen Teilblütenständen. An oft über 1 Meter langen Blütenständen sitzen oft auffällig gefärbte Hochblätter (Brakteen); es dominiert die Farbe Rot (meistens mit einem Blauanteil), es gibt auch weiße.
Die Blüten sind höchstens kurz gestielt. Die zwittrigen Blüten sind radiärsymmetrisch und dreizählig. Die Blüten sind seitlich zusammengedrückt. Die drei Kelchblätter sind zu einer kurzen Röhre verwachsen. Die drei Kronblätter sind häufig blau oder blau-violett, es gibt auch gelbe und weiße. Bei den blaublühenden Arten sind Vögel die Bestäuber. Die drei Kronblätter sind oberhalb des Fruchtknotens frei. Die Kronblätter besitzen an ihrer Basis Schüppchen (Ligula). Es sind zwei Kreise mit je drei Staubblättern vorhanden. Die inneren Staubblätter sind mit den Kronblättern verwachsen. Drei Fruchtblätter sind zu einem unterständigen Fruchtknoten verwachsen.
Blütenformel:
{\displaystyle \star \;K_{(3)}\;C_{3}\;A_{3+3}\;G_{\overline {(3)}}}

### Früchte und Samen
Die Früchte sind Beeren; im reifen Zustand sind sie oft stark gefärbt; hier dominieren Rot bis Blau. Die Früchte werden von Tieren (vor allem von Vögeln, seltener von Fledertieren und Affen) gefressen. Die Samen werden unverdaut wieder ausgeschieden und gelangen mit dem Kot auf Äste.

## Systematik und Verbreitung
Die Gattung Hohenbergia wurde 1830 durch Joseph August Schultes und Julius Hermann Schultes in Johann Jacob Roemer und Julius Hermann Schultes: Systema Vegetabilium, Band 7, 2, LXXI, S. 1251 (Caroli a Linné ... Systema vegetabilium: secundum classes, ordines, genera, species. Cum characteribus differentiis et synonymis. Editio nova, speciebus inde ab editione XV. Detectis aucta et locupletata. Stuttgardtiae) aufgestellt. Als Lectotypus wurde 1923 Hohenbergia stellata Schult. & Schult. f. festgelegt. Der Gattungsname Hohenbergia ehrt einen Prinzen des Königreich Württemberg, Paul Wilhelm von Württemberg (1797–1860), einen Neffen des württembergischen Königs Friedrich I. von Württemberg. Der Prinz war unter dem Namen Hohenberg ein Mäzen der Botanik. Die Schultes schreiben dazu: "Nomen in honorem reg. alt. Principis de Würtemburg, qui nomine Hohenberg amabilem scientiam altissimo cult excoluit.". Ein Synonym für Hohenbergia Schult. & Schult. f. ist Pironneava Post & Kuntze.
Die Gattung Hohenbergia besitzt eine disjunkte Verbreitung: einige Arten kommen nur auf den Antillen (speziell Jamaika mit etwa neun Endemiten) vor, die meisten anderen Arten haben ihre Areale in Brasilien, es gibt auch Arten in Guatemala und Kolumbien.
| Es gibt Stand 2017 etwa 50 Hohenbergia-Arten (2008 etwa 54, 2014 etwa 65 Arten): |
| - Hohenbergia aechmeoides Leme: Sie wurde 2010 aus dem brasilianischen Bundesstaat Paraíba erstbeschrieben. Sie gedeiht terrestrisch in der Küstenebene-Vegetation nahe dem Meeresniveau. - Hohenbergia andina Betancur: Sie gedeiht epiphytisch im submontanen tropischen Regenwald in Höhenlagen von 780 bis 1000 Metern in Kolumbien nur in Antioquia. - Hohenbergia arcuata Leme & M.Machado: Sie wurde 2010 aus dem brasilianischen Bundesstaat Bahia erstbeschrieben. Sie gedeiht lithophytisch an exponierten Standorten in einer Halbstrauchvegetation in Höhenlagen von etwa 1000 Metern. - Hohenbergia augusta (Vellozo) E.Morren (Syn.: Hohenbergia ferruginea Carrière, Hohenbergia glomerata (Gaudich.) Baker, Hohenbergia multiceps E.Morren ex Mez): Sie gedeiht epiphytisch und lithophytisch in Höhenlagen von bis zu 100 Metern in den brasilianischen Bundesstaaten Espírito Santo bis Santa Catarina. - Hohenbergia barbarespina Leme & Fraga: Sie wurde 2010 aus dem brasilianischen Bundesstaat Bahia erstbeschrieben. Dieser Endemit gedeiht epiphytisch auf den oberen Ästen von Bäumen in fragmentierten Restbeständen des Mata Atlântica in Höhenlagen von etwa 500 Metern zwischen Cocão und Nova Esperança. - Hohenbergia belemii L.B.Sm. & R.W.Read Sie gedeiht terrestrisch in Küstenwäldern nur im brasilianischen Bundesstaat Bahia. - Hohenbergia blanchetii (Baker) E.Morren ex Mez: Sie gedeiht meist epiphytisch in den brasilianischen Bundesstaaten Bahia sowie Espírito Santo. - Hohenbergia brachycephala L.B.Sm.: Sie gedeiht epiphytisch in Höhenlagen von etwa 240 Metern nur im brasilianischen Bundesstaat Bahia. - Hohenbergia burle-marxii Leme & W.Till: Dieser Epiphyt wurde 1996 aus dem brasilianischen Bundesstaat Bahia erstbeschrieben. - Hohenbergia capitata Schult. & Schult. f.: Sie gedeiht epiphytisch in Höhenlagen von 500 bis 600 Metern nur im brasilianischen Bundesstaat Bahia. - Hohenbergia castellanosii L.B.Sm. & R.W.Read: Sie kommt nur im brasilianischen Bundesstaat Bahia vor. - Hohenbergia catingae Ule (Syn.: Hohenbergia catingae var. horrida (Harms) L.B.Sm. & Read): Es gibt noch vier Varietäten: - Hohenbergia catingae Ule var. catingae (Syn.: Hohenbergia leucostele Gürke): Sie gedeiht lithophytisch in Höhenlagen von 480 bis 840 Metern nur im brasilianischen Bundesstaat Bahia. - Hohenbergia catingae var. elongata M.B.Foster (Syn.: Hohenbergia caruaruensis Harms): Sie gedeiht lithophytisch in Höhenlagen von etwa 500 Metern in den brasilianischen Bundesstaaten von Pernambuco bis Bahia. - Hohenbergia catingae var. eximbricata L.B.Sm. & Read: Dieser Endemit gedeiht auf trockenen Quarzithügeln mit gestörten Waldland im unteren Bereich der Hänge und im Gebüsch darüber in Höhenlagen von etwa 1200 Metern nur 12 bis 14 km nördlich des Rio de Contas an der Straße nach Mato Orosso in der Serra do Rio de Contas im brasilianischen Bundesstaat Bahia. - Hohenbergia catingae var. extensa L.B.Sm. & Read: Sie gedeiht in Höhenlagen von etwa 400 Metern nur im brasilianischen Bundesstaat Bahia. - Hohenbergia conquistensis Leme: Dieser Endemit wurde 2003 aus dem brasilianischen Bundesstaat Bahia erstbeschrieben. - Hohenbergia correia-araujoi E.Pereira & Moutinho: Sie kommt nur im brasilianischen Bundesstaat Bahia vor. - Hohenbergia edmundoi L.B.Sm. & R.W.Read: Sie kommt nur im brasilianischen Bundesstaat Bahia vor. - Hohenbergia eriantha (Brongniart ex Baker) Mez: Sie ist in Brasilien verbreitet. - Hohenbergia estevesii E.Pereira & Moutinho: Sie kommt nur im brasilianischen Bundesstaat Bahia vor. - Hohenbergia flava Leme & C.C.Paula: Sie wurde 2004 aus dem brasilianischen Bundesstaat Bahia erstbeschrieben. - Hohenbergia halutheriana Leme: Sie wurde 2013 aus dem brasilianischen Bundesstaat Bahia erstbeschrieben. Sie gedeiht epiphytisch im hygrophilen Mata Atlântica in Höhenlagen von 100 bis 125 Metern. - Hohenbergia hatschbachii Leme: Sie wurde 1999 aus dem brasilianischen Bundesstaat Bahia erstbeschrieben. Sie gedeiht terrestrisch. - Hohenbergia horrida Harms: Sie kommt nur im brasilianischen Bundesstaat Pernambuco vor. - Hohenbergia humilis L.B.Sm. & R.W.Read: Sie gedeiht in Dornbuschvegetation nur im brasilianischen Bundesstaat Bahia. - Hohenbergia igatuensis Leme: Sie wurde 2010 aus dem brasilianischen Bundesstaat Bahia erstbeschrieben. - Hohenbergia itamarajuensis Leme & Baracho: Sie wurde 1998 aus dem brasilianischen Bundesstaat Bahia erstbeschrieben. Sie gedeiht epiphytisch. - Hohenbergia ituberaensis B.P.Cavalcante, E.H.Souza & Versieux: Sie wurde 2020 aus dem brasilianischen Bundesstaat Bahia erstbeschrieben. Sie gedeiht terrestrisch oder seltener epiphytisch in Fragmenten des Mata Atlântica. - Hohenbergia lanata E.Pereira & Moutinho: Sie wurde 1980 aus dem brasilianischen Bundesstaat Bahia erstbeschrieben. - Hohenbergia lativaginata J.R.Maciel & Louzada: Sie wurde 2010 aus dem brasilianischen Bundesstaat Bahia erstbeschrieben. Dieser Endemit gedeiht terrestrisch nur in der Serra da Babilônia. - Hohenbergia lemei H.Luther & K.Norton: Sie wurde 2005 aus dem brasilianischen Bundesstaat Bahia erstbeschrieben. Sie wurde bisher nur als Epiphyt an schattigen Bäumen in einer Kakao-Plantage in Una-Itamaraju gefunden. Das 1996 gesammelte Exemplar blühte 2004 zum ersten Mal. - Hohenbergia leopoldo-horstii E.Gross, Rauh & Leme: Sie gedeiht terrestrisch auf Sandsteinfelsen nur im brasilianischen Bundesstaat Bahia. - Hohenbergia littoralis L.B.Sm.: Sie kommt nur im brasilianischen Bundesstaat Bahia vor. - Hohenbergia loredanoana Leme & L.Kollmann: Sie wurde 2011 aus dem brasilianischen Bundesstaat Minas Gerais erstbeschrieben. Sie gedeiht epiphytisch im hygrophilen Mata Atlântica in Höhenlagen von 700 bis 900 Metern. - Hohenbergia magnispina Leme: Sie wurde 2010 aus dem brasilianischen Bundesstaat Bahia erstbeschrieben. Sie gedeiht dort in mittelgroßen Gruppen lithophytisch auf felsigen Böden in der „Campos Rupestres“-Vegetation oder im Grasland. - Hohenbergia membranostrobilus Mez: Sie kommt in den brasilianischen Bundesstaaten Espírito Santo sowie Rio de Janeiro vor. - Hohenbergia minor L.B.Sm.: Sie gedeiht terrestrisch an Ufern von Fließgewässern nur im brasilianischen Bundesstaat Bahia. - Hohenbergia mutabilis Leme & L.Kollmann: Sie wurde 2009 aus dem brasilianischen Bundesstaat Espírito Santo erstbeschrieben. Dieser Endemit gedeiht als Epiphyt im Kronendach oberhalb 20 Metern über dem Waldboden im Mata Atlântica des Tafellandes, dem sogenannten „Tabuleiro“-Wald, in einer Höhenlage von etwa 150 Metern. - Hohenbergia oxoniensis W.Weber: Sie ist nur vom Typusmaterial bekannt und es gibt keine Angaben über die Herkunft. - Hohenbergia pabstii L.B.Sm. & R.W.Read: Sie kommt nur im brasilianischen Bundesstaat Bahia vor. - Hohenbergia pennae E.Pereira: Sie kommt nur im brasilianischen Bundesstaat Bahia vor. - Hohenbergia ramageana Mez: Sie gedeiht epiphytisch, lithophytisch oder terrestrisch meist in niedrigen Höhenlagen in den brasilianischen Bundesstaaten von Rio Grande do Norte bis Minas Gerais und São Paulo. - Hohenbergia reconcavensis Leme & Fraga: Sie wurde 2010 aus dem brasilianischen Bundesstaat Bahia erstbeschrieben. Sie gedeiht terrestrisch in fragmentierten Restbeständen des humiden Mata Atlântica. - Hohenbergia ridleyi (Baker) Mez (Syn.: Hohenbergia pickelii Harms): Sie kommt in den brasilianischen Bundesstaaten Paraíba sowie Pernambuco vor. - Hohenbergia rosea L.B.Sm. & R.W.Read: Es gibt nur eine Aufsammlung dieses Endemiten in der Nähe von Itapetinga auf der Schichtstufe etwa 100 km von Itaju da Colonia nach Vitoria da Conquista in einer Höhenlage von etwa 700 Metern im brasilianischen Bundesstaat Bahia. - Hohenbergia salzmannii (Baker) E.Morren ex Mez (Syn.: Hohenbergia sellowiana Mez): Sie gedeiht als Epiphyt und auf Sanddünen etwa auf Meeresniveau nur im brasilianischen Bundesstaat Bahia vor. - Hohenbergia sandrae Leme: Sie wurde 2001 aus dem brasilianischen Bundesstaat Bahia erstbeschrieben. Sie gedeiht terrestrisch in der Sonne in der Dornbuschvegetation der Caatinga in der Region Maracas. - Hohenbergia stellata Schultes f. (Syn.: Hohenbergia erythrostachya Brongn., Hohenbergia glomerata Baker, Hohenbergia oligosphaera (Baker) Mez): Sie gedeiht epiphytisch oder terrestrisch in Höhenlagen von 80 bis 1400 Metern in auf den Inseln Tobago sowie Trinidad und von Venezuela bis Brasilien. - Hohenbergia undulatifolia Leme & H.Luther: Sie wurde 1998 aus dem brasilianischen Bundesstaat Bahia erstbeschrieben. Sie gedeiht epiphytisch oder lithophytisch in Höhenlagen von etwa 900 Metern. - Hohenbergia utriculosa Ule: Sie gedeiht lithophytisch in Höhenlagen von 480 bis 1050 Metern nur im brasilianischen Bundesstaat Bahia. - Hohenbergia vestita L.B.Sm.: Sie gedeiht auf Sandsteinfelsen und auf flachgründigen Böden in Höhenlagen von 1100 bis 1600 Metern in den brasilianischen Bundesstaaten Bahia sowie Minas Gerais. - Hohenbergia viridorubra Leme: Sie wurde 2012 aus dem brasilianischen Bundesstaat Bahia erstbeschrieben. Sie wurde bisher nur terrestrisch wachsend in einer verhältnismäßig trockeneren Übergangsvegetation des laubabwerfenden Mata Atlântica gefunden. |

| Durch Aguirre-Santoro 2017 wurden etwa 17 Arten in die reaktivierte Gattung Wittmackia Mez gestellt, die etwa 44 Arten enthält: |
| - Hohenbergia abbreviata L.B.Sm. & Proctor → Wittmackia abbreviata (L.B.Sm. & Proctor) Aguirre-Santoro: Dieser Endemit kommt nur auf Jamaika vor und gedeiht lithophytisch in Höhenlagen von 450 bis 600 Metern. - Hohenbergia antillana Mez (Syn.: Hohenbergia tetaensis Proctor & Cedeño-Maldonado) → Wittmackia antillana (Mez) Aguirre-Santoro: Dieser Endemit gedeiht epiphytisch und lithophytisch in Höhenlagen von etwa 150 Metern nur in Puerto Rico. - Hohenbergia caymanensis Britton ex L.B.Sm. → Wittmackia caymanensis (Britton ex L.B.Sm.) Aguirre-Santoro: Es ist ein Endemit auf Grand Cayman. - Hohenbergia distans (Griseb.) Baker und Hohenbergia brittoniana L.B.Sm. → Wittmackia distans (Griseb.) Aguirre-Santoro: Dieser Endemit gedeiht epiphytisch und lithophytisch in Höhenlagen von 30 bis 280 Metern nur auf Jamaika vor. - Hohenbergia eriostachya Mez → Wittmackia eriostachya (Mez) Aguirre-Santoro: Dieser Endemit gedeiht epiphytisch und lithophytisch in Höhenlagen von 450 bis 1170 Metern nur auf Jamaika vor. - Hohenbergia fawcettii Mez (Syn.: Hohenbergia fawcettiana K.Schum.) → Wittmackia fawcettii (Mez) Aguirre-Santoro: Dieser Endemit kommt nur auf Jamaika vor und gedeiht epiphytisch in Höhenlagen von 1000 bis 1110 Metern in den Blue Mountains. - Hohenbergia inermis Mez → Wittmackia inermis (Mez) Aguirre-Santoro: Dieser Endemit kommt nur auf Jamaika vor und gedeiht epiphytisch und lithophytisch in Höhenlagen von 180 bis 630 Metern. - Hohenbergia jamaicana L.B.Sm. & Proctor → Wittmackia jamaicana (L.B.Sm. & Proctor) Aguirre-Santoro: Dieser Endemit kommt nur auf Jamaika vor und gedeiht epiphytisch in Höhenlagen von 195 bis 375 Metern. - Hohenbergia laesslei L.B.Sm. → Wittmackia laesslei (L.B.Sm.) Aguirre-Santoro: Dieser Endemit kommt nur auf Jamaika vor und gedeiht epiphytisch in Höhenlagen von 570 bis 630 Metern. - Hohenbergia mesoamericana I.Ramírez, Carnevali et Cetzal → Wittmackia mesoamericana (I.Ramírez, Carnevali & Cetzal) Aguirre-Santoro: Sie wurde 2010 aus dem mexikanischen Bundesstaat Quintana Roo erstbeschrieben. Die Wurzeln sind von trockenen Laub umgeben und sie gedeiht epiphytisch am unteren Bereich von Bäumen, sehr nah zum Waldboden im laubabwerfenden Wald, der von Erythroxylum confusum dominiert ist. Dieser Vegetationstyp, mit vielen Endemiten, kommt typischerweise über Kalkstein vor und ist stark gefährdet. Diese Art wurde auf der Yucatán-Halbinsel etwa auf Meeresniveau gefunden. - Hohenbergia negrilensis Britton ex L.B.Sm. → Wittmackia negrilensis (Britton ex L.B.Sm.) Aguirre-Santoro: Dieser Endemit kommt nur auf Jamaika vor und gedeiht epiphytisch in Höhenlagen von 8 bis 23 Metern. - Hohenbergia penduliflora (A.Richard) Mez (Syn.: Hohenbergia ferruginea sensu Mez, Hohenbergia virens (Brongn. ex Baker) Mez) → Wittmackia penduliflora (A.Rich.) Aguirre-Santoro: Sie gedeiht epiphytisch, terrestrisch und lithophytisch in Höhenlagen von 120 bis 900 Metern auf den Inseln Jamaika sowie Kuba. - Hohenbergia polycephala (Baker) Mez (Syn.: Hohenbergia gnetacea Mez, Hohenbergia pycnantha (Baker) Mez) → Wittmackia polycephala (Baker) Aguirre-Santoro: Dieser Endemit kommt nur auf Jamaika vor und gedeiht epiphytisch oder lithophytisch in Höhenlagen von 525 bis 2000 Metern. - Hohenbergia portoricensis Mez (Syn.: Hohenbergia attenuata Britton) → Wittmackia portoricensis (Mez) Aguirre-Santoro: Dieser Endemit kommt nur auf Puerto Rico vor. Er gedeiht epiphytisch oder lithophytisch in Gruppen meist auf Felsen und in feuchten Bergwäldern in Höhenlagen oberhalb von 500 Metern. - Hohenbergia rohan-estyi Proctor, Aguirre-Santoro & K.Campbell: Sie wurde 2016 erstbeschrieben. → Wittmackia rohan-estyi (Proctor, Aguirre-Santoro & K.Campbell) Aguirre-Santoro: Dieser Endemit gedeiht in feuchten Wäldern über tropischen Karst in Höhenlagen von 20 bis 370 Metern nur im westlichen Jamaika. - Hohenbergia spinulosa Mez → Wittmackia spinulosa (Mez) Aguirre-Santoro: Dieser Endemit kommt nur auf Jamaika vor und gedeiht epiphytisch oder lithophytisch in Höhenlagen von 150 bis 750 Metern. - Hohenbergia urbaniana Mez und Hohenbergia proctorii L.B.Sm. → Wittmackia urbaniana (Mez) Aguirre-Santoro: Dieser Endemit kommt nur auf Jamaika vor und gedeiht epiphytisch in Höhenlagen von 195 bis 930 Metern. |

## Nutzung
Aufgrund ihrer Größe findet man die Hohenbergia-Arten selten in privaten Sammlungen in Gebieten, in denen sie durch A    uftreten von Frösten nicht im Freien gepflegt werden können. Aber in manchen tropischen Parks und Gärten und auch in fast allen botanischen Gärten findet man diese relativ anspruchslosen, aber dekorativen Pflanzen, am häufigsten Hohenbergia stellata.